# System oceaniczny
System oceaniczny, układ oceaniczny – system obejmujący ocean wraz ze wszystkimi łączącymi się z nim mniejszymi obszarami wodnymi, a więc morzami (zarówno przybrzeżnymi, jak i śródlądowymi), cieśninami, zatokami, zalewami i kanałami, które są oddzielone od wód oceanicznych przez całe archipelagi, pojedyncze wyspy bądź półwyspy. Systemy oceaniczne zebrane razem tworzą Ocean Światowy bądź Wszechocean.   
Przykład budowy systemu oceanicznego: Morze Azowskie - Cieśnina Kerczeńska - Morze Czarne - Cieśnina Bosfor - Morze Marmara - Cieśnina Dardanele - Morze Egejskie - Morze Śródziemne - Cieśnina Gibraltarska - Ocean Atlantycki.